# Montecchia di Crosara
Montecchia di Crosara é uma comuna italiana da região do Vêneto, província de Verona, com cerca de 4.189 habitantes. Estende-se por uma área de 21,1 km², tendo uma densidade populacional de 199 hab/km². Faz fronteira com Cazzano di Tramigna, Gambellara (VI), Monteforte d'Alpone, Roncà, San Giovanni Ilarione, Soave.

## Demografia
| Variação demográfica do município entre 1861 e 2011                               |
|                                                                                   |
| Fonte: Istituto Nazionale di Statistica (ISTAT) - Elaboração gráfica da Wikipedia |